# ヴィリー・ヘニッヒ

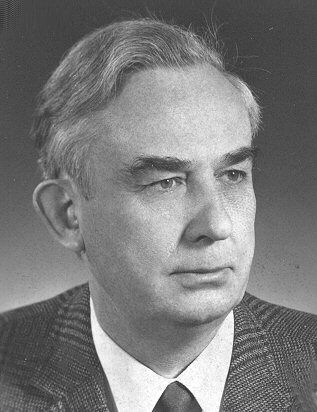
ヴィリー・ヘニッヒ

ヴィリー・ヘニッヒ（Emil Hans Willi Hennig、1913年4月20日 - 1976年11月5日）は、ドイツの動物学者。双翅目（ハエ目）を専門とする昆虫学者としても知られるが、特に分岐学、すなわち生物の進化過程を分岐パターンとして推定する系統学・分類学の創始者として名高い。

## 生涯
労働者の家庭に3人兄弟の長男として生まれた。ドレスデン近郊クロッチェの高校に学び、動物学に関心を示して教師によりドレスデン動物学博物館の爬虫類学者マイゼWilhelm Meiseに紹介された。早くも1931年に体系学者としての彼を予感させる小論文Die Stellung der Systematik in der Zoologie（動物学における体系学の位置）を書いている。1932年卒業。マイゼのもとでヘビの研究に携わる一方、ライプツィヒ大学で動物学、植物学、地質学を学んだ。
ドレスデン動物学博物館で双翅目の専門家ファン・エムデンFritz Isidor van Emden（妻がユダヤ系のためナチスにより追放された）、またその後継者ギュンターKlaus Güntherと親交を結び、双翅目についても研究を進めた。この時期までに彼は8報の論文を著しており、双翅目のほかにトビトカゲ属についてのものもある。こののち州立ドレスデン動物学博物館に勤め、1937年からベルリンのカイザー・ヴィルヘルム協会ドイツ昆虫学研究所に勤める。1939年に教え子だったイルマ・ヴェーネルトIrma Wehnertと結婚し、3人の息子を儲けた。
第二次世界大戦で戦場に動員されたが1942年負傷し、ベルリンの熱帯医学衛生研究所に昆虫学者として配属された。終戦直前にはイタリアに派遣されてマラリア対策に携わったが、1945年5月の敗戦によりイギリス軍に拘束され、秋に釈放された。この間に、まだ発表していなかった分類学の業績を、妻イルマの手も借りてまとめた。1945年から1947年にかけて、ライプツィヒ大学の指導教官の代理として動物学の講義を担当した。1947年昆虫学研究所に戻り、1949年には昆虫体系学部門長となった。
1950年にはポツダムのブランデンブルク大学（Brandenburgische Landeshochschule）の動物学教授を兼任した。1950年は彼の分岐学理論が世に現れた年である。この年Basic outline of a theory of phylogenetic systematics（系統分類学理論の基礎概論）を発刊し、進化系統を分類学の基礎とすべきことを主張した。その後、双翅目分類学とともに系統学の方法論に関する論文も発表していった。Pocket book of zoologyでは無脊椎動物に初めて系統分類を適用した。
彼はベルリンのアメリカ地区に住みながらソ連地区にある昆虫学研究所に勤めていた。1961年、フランスへ旅行中にベルリンの壁が造られつつあることを聞いて急遽帰国した。彼は共産主義に批判的だったので西ベルリンに残り、ベルリン工科大学で一時的に教授職を得た。アメリカからの招聘を断り、シュトゥットガルト自然科学博物館に勤めた。1963年、博物館の収蔵品が保管されていたシュトゥットガルト近郊ルートヴィヒスブルクに移った。
ヘニッヒのシュトゥットガルトにおける業績はほとんどが双翅目の分類に関するものである。彼は科学誌Stuttgarter Beiträge zur Naturkundeに大部分の論文、29編を出している。総説としてはErwin LindnerのFlies of the Palaearctic RegionsとHandbuch der Zoologieに発表したものが特に重要である。分岐学的方法論も数編の論文として発表され、中でもエルンスト・マイヤーの批判に応えたCladistic analysis or cladistic classification? A reply to Ernst Mayr（分岐論的分析か分析論的分類か？エルンスト・マイヤーへの回答：1974年）が重要である。
1968年にはベルリン自由大学から名誉博士号を贈られた。また1970年にはテュービンゲンのエーベルハルト・カールス大学から名誉教授の称号を贈られた。1974年リンネ・メダル受賞。晩年は健康がすぐれず、1976年11月5日に心臓発作のため急死した。

## 文献
- Die Schlangengattung Dendrophis.in: Zoologischer Anzeiger. 99.1932, 273-297 (gemeinsam mit W. Meise).
- Revision der Gattung Draco (Agamidae). in: Temminckia. 1.1936, 153-220.
- Beziehungen zwischen geographischer Verbreitung und systematischer Gliederung bei einigen Dipterenfamilien: ein Beitrag zum Problem der Gliederung systematischer Kategorien höherer Ordnung. in: Zoologischer Anzeiger. 116.1936, 161-175.
- Probleme der biologischen Systematik. in: Forschungen und Fortschritte. 21/23.1947, 276-279.
- Die Larvenformen der Dipteren. 3 Bde. Akademie-Verlag, Berlin 1948-1952.
- Grundzüge einer Theorie der phylogenetischen Systematik. Deutscher Zentralverlag, Berlin 1950.
- Kritische Bemerkungen zum phylogenetischen System der Insekten. Beiträge zur Entomologie. Bd 3 (Sonderheft). 1953, 1-85.
- Hennig, W. 1965. Phylogenetic Systematics. Ann. Rev. Entomol. 10,97-116
- Phylogenetic Systematics. (tr. D. Davis and R. Zangerl), Univ. of Illinois Press, Urbana 1966, reprinted 1979, ISBN 0-252-00745-X
- Die Stammesgeschichte der Insekten. Waldemar Kramer & Co., 1969.
- „Cladistic analysis or cladistic classification?“ A reply to Ernst Mayr. in: Syst. Zool. 24.1974, 244-256
- Aufgaben und Probleme stammesgeschichtlicher Forschung. Paul Parey, Berlin 1984.